# ماري، دوقة أوفرن
ماري من بيري (1375 - يونيو 1434)؛ كانت دوقة أوفرن وكونتيسة مونتبنسير بحكم القانون منذ 1416 حتى وفاتها، هي الابنة الصغرى لـ جان دوق بيري وجوان دي أرمانياك، تزوجت ثلاث مرات، وأيضا أصبحت الوصية على دوقية بوربون أثناء أسر زوجها الثالث جان الأول دوق بوربون في معركة أجينكور منذ 1415 حتى 1434.

## الذرية
- تزوجت ماري لأول مرة[3] وهي ذات الحادي عشر عاماً في 29 مايو 1386 في كاتدرائية سانت إيتيان في بورجيز من لويس الثالث دي شاتيون، لم تنجب آية أطفال للويس الذي توفي في 15 يوليو في 1391.

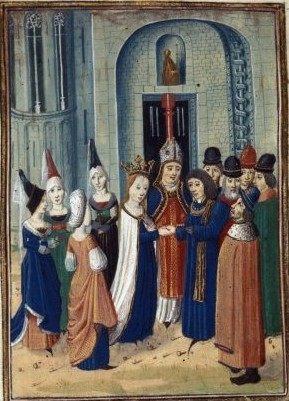
زفاف ماري وفيليب. رسمت من قبل جين فروسارت، محفوظة في المكتبة البريطانية.

- في 27 يناير 1393 تم عقد الزواج بين ماري وفيليب من أرتوا، كونت أو وأصبحوا متزوجون في قصر اللوفر في باريس الآن أصبحت ماري في الثامنة عشر من العمر في الحين كان زوجها في الخامسة والثلاثين؛ استطعت ماري أنجاب لفيليب ابنتين وولدين؛ عُين فيليب من قبل الملك كونستابل فرنسا، توفي فيليب في 1396.

1. فيليبي (توفي. 23 ديسمبر 1397).
2. شارل دي أرتوا، كونت أو (1394 - 1472).
3. بون (1396 - 1425)؛ تزوجت أولا من فيليب الثاني، كونت نيفير ثم من فيليب الطيب دوق بورغندي.
4. كاثرين (1397 - 1422؟)؛ تزوجت من جان دي بوربون لورد كارنسي.

- ثم في بالاس دي لا سيتي (قصر الملك) بـ باريس في 21 يونيو 1401 من جان الأول دوق بوربون بعد أن تم توقيع العقد في 27 مايو 1401 بعد مفاوضات معقدة،[4][5] استطعت أنجاب له ثلاثة أبناء،[6] خلف زوجها والده كـ دوق بوربون في 1410، ولكن في 1415 أُسر زوجها من قبل الإنجليز أثناء معركة أجينكور وقضى بقية حياته هناك حتى وفاته في 1434، وأيضا ماري توفيت بعده بقليل.

1. شارل الأول دوق بوربون (1401 - 1456).
2. لويس (1403 - 1412)؛ كونت فوريز.
3. لويس الأول، كونت مونتبنسير (1405 - 1486).